# Maria Gabriela da Baviera
Maria Gabriela Matilde Isabel Teresa Antonieta Sabina (em alemão: Marie Gabriele Mathilde Isabele Therese Antoinette Sabine; Tegernsee, 9 de outubro de 1878 - Sorrento, 24 de outubro de 1912), foi Duquesa da Baviera por nascimento, e  Princesa da Baviera por seu casamento com o príncipe Ruperto da Baviera.

## Biografia

### Família
Maria Gabriela era a terceira filha de Carlos Teodoro, Duque na Baviera, oftalmologista de renome mundial, e de sua segunda esposa, a princesa Maria José de Bragança, infanta de Portugal . Seus avós paternos foram o duque Pio Augusto da Baviera e a princesa Amélia Luísa de Arenberg; e seus avós maternos foram o rei Miguel I de Portugal e a princesa Adelaide de Löwenstein-Wertheim-Rosenberg. Entre suas tias estavam Isabel, imperatriz da Áustria, Maria Sofia, rainha das Duas Sicílias, Sofia Carlota, duquesa d'Alençon, Maria Ana, grã-duquesa de Luxemburgo e Maria Antonia, duquesa de Parma. Sua irmã Isabel foi rainha da Bélgica pelo seu casamento com o rei Alberto I.

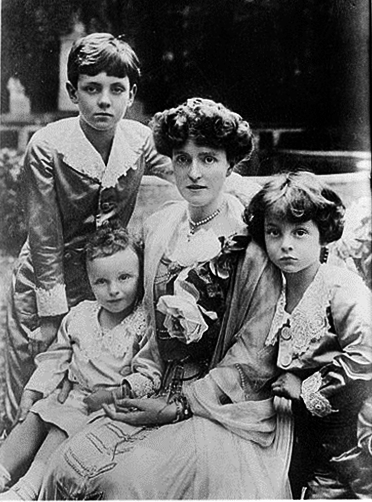
Maria Gabriela com seus filhos Leopoldo, Alberto e Rodolfo.

### Casamento
Casou-se em Munique, em 10 de julho de 1900, com seu primo de segundo grau, o príncipe Ruperto da Baviera . Ele era o filho mais velho do príncipe Luís (mais tarde, príncipe regente e rei da Baviera) e da arquiduquesa Maria Teresa da Áustria-Este. O casamento contou com a presença do príncipe Joaquim da Prússia,  representando seu pai, o kaiser Guilherme II . Depois do casamento, o casal se estabeleceu em Bamberg, na Baviera, onde Ruperto chefiou uma unidade  do exército . Seus dois filhos mais velhos nasceram lá .
O casal viajava com frequência. Em 1903, Maria Gabriela e Ruperto fizeram uma viagem de natureza científica ao Japão, acompanhados por um renomado professor da Universidade de Munique . Maria Gabriela escreveu para casa, relatando sua viagem com grande entusiasmo. Como seus pais, ela era grande amante da ciência e da natureza, assim como da poesia e da música . Durante a viagem ao Japão, ela adoeceu seriamente . Após o seu regresso à Baviera, submeteu-se a uma cirurgia de apendicite e restabeleceu-se prontamente .

### Sucessão Bávara
O avô de Ruperto, Leopoldo, tornou-se governante de-facto da Baviera quando o rei Luís II e seu irmão e sucessor, o rei Otto I foram declarados insanos, em 1886. A constituição da Baviera foi alterada em 4 de novembro de 1913 para incluir uma cláusula que especificava que, se uma regência, por motivo de incapacidade do monarca, durasse pelo menos dez anos, sem nenhuma expectativa de que o rei voltasse a reinar, o regente poderia proclamar o fim da regência e assumir a coroa. No dia seguinte, Otto I foi deposto pelo pai de Ruperto, o príncipe regente Luís que, então assumiu o título de rei, como Luís III. A manobra foi aprovada pelo parlamento em 6 de novembro de 1913, e Luís III jurou obediência à constituição em 8 de novembro. Ruperto tornou-se então, o príncipe herdeiro.
No entanto, Maria Gabriela havia morrido de insuficiência renal no ano anterior e nunca se tornou  princesa hereditária da Baviera. Ruperto casou-se mais tarde com uma prima-irmã de sua falecida esposa, a princesa Antonieta de Luxemburgo.
Maria Gabriela foi sepultada na cripta da Theatinerkirche, em Munique, perto dos túmulos de seus filhos . Somente seu quarto filho (segundo varão), Alberto Leopoldo, chegou à idade adulta.

## Descendência
| Nome       | Nascimento             | Morte                | Notas |
| ---------- | ---------------------- | -------------------- | --- |
| Leopoldo   | 8 de maio de 1901      | 27 de agosto de 1914 | Morto na infância, de poliomielite. |
| Ermengarda | 21 de setembro de 1902 | 21 de abril de 1903  | Morta na infância, de difteria. |
| Alberto    | 3 de maio de 1905      | 8 de julho de 1996   | Casou-se em primeiras núpcias (1930) com a condessa Maria Draskovich von Traskotjan, com descendência e, em segundas núpcias (1971), com a condessa Marie-Jenke von Buzin, também com descendência. |
| Rodolfo    | 30 de maio de 1909     | 26 de junho de 1912  | Morto na infância, por complicações relacionadas ao diabetes. |

## Nota
- Este artigo foi inicialmente traduzido, total ou parcialmente, do artigo da Wikipédia em inglês cujo título é «Duchess Marie Gabrielle in Bavaria», especificamente desta versão.